# Armenci u Mađarskoj
Armenci su jedna od nacionalnih manjina u Mađarskoj.
Prema mađarskim službenim statistikama, u Mađarskoj je 2001. živilo 1.165 Armenaca.
300 stanovnika Mađarske govori armenski s članovima obitelji ili prijateljima, a 836 ima afinitet s kulturnim vrijednostima i tradicijama armenskog naroda.